# Vouvray

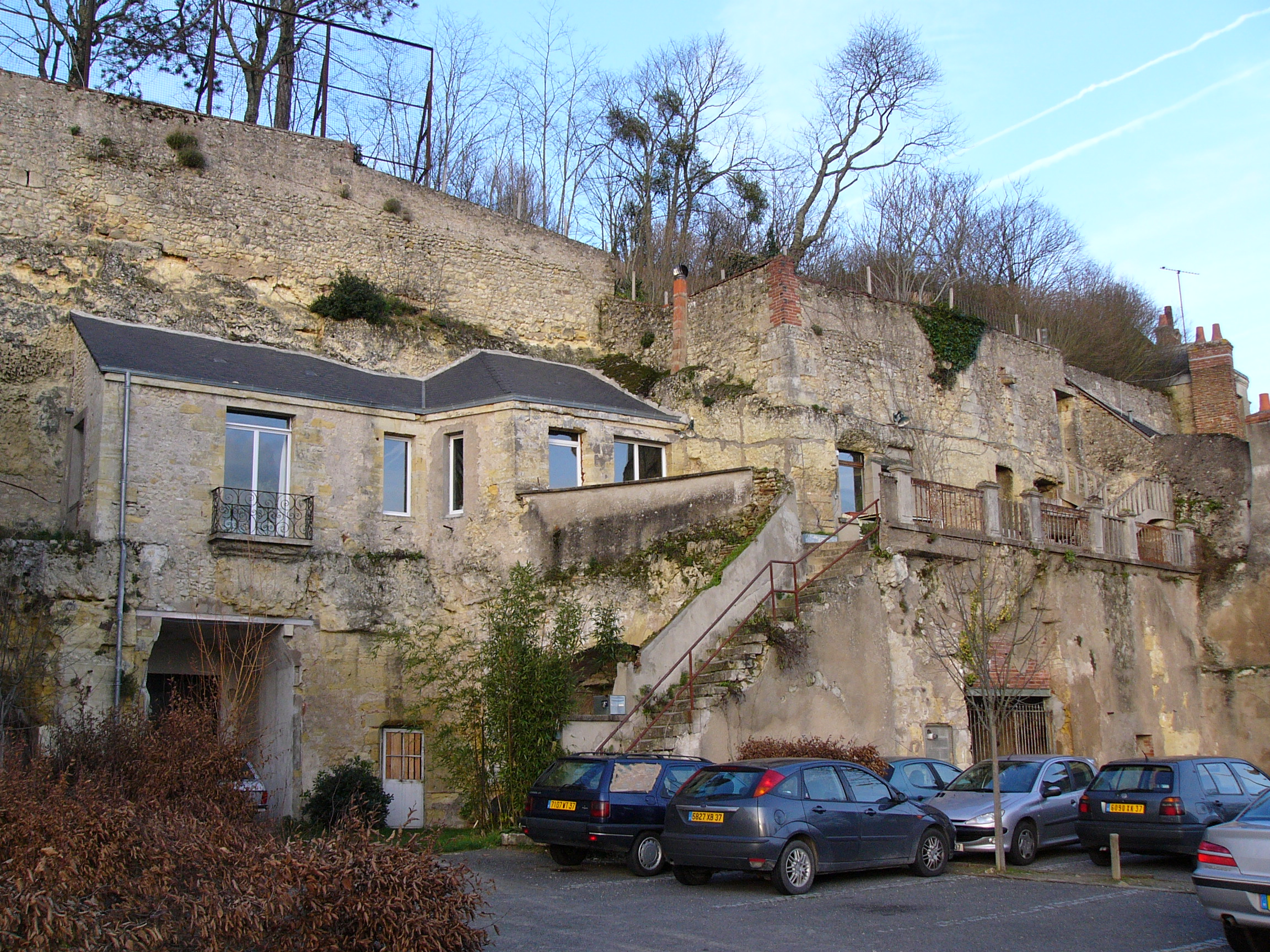
Domy w Vouvray

Vouvray – miejscowość i gmina we Francji, w Regionie Centralnym, w departamencie Indre i Loara.
Vouvray jest główną miejscowością winnej apelacji Vouvray
Według danych na rok 1990 gminę zamieszkiwały 2933 osoby, a gęstość zaludnienia wynosiła 128 osób/km² (wśród 1842 gmin Regionu Centralnego Vouvray plasuje się na 117. miejscu pod względem liczby ludności, natomiast pod względem powierzchni na miejscu 560.).